# The Kingsmen
The Kingsmen est un groupe américain de garage rock, originaire de Portland, en Oregon. Il est resté célèbre pour sa reprise de la chanson Louie Louie parue en single en 1963. Le groupe a aussi enregistré une version de Night Train, un standard du blues.
Après avoir quitté le groupe, certains membres des Kingsmen se sont fait un nom, toujours dans le domaine musical comme Turley Richards, ou bien dans celui des affaires comme Yank Barry.

## Biographie
En 1962, en jouant un concert au Pypo Club de Seaside, dans l'Oregon, puis en étant managé par Al Dardis, le groupe entend une version de Louie Louie des Rockin' Robin Roberts jouée sur un jukebox. Le club entier se lèvera et dansera. Ely convainc les Kingsmen d'apprendre la chanson qu'ils joueront dans des clubs et gagneront un succès d'estime. Sans le savoir, il change le beat. Ken Chase, animateur de la chaîne de radio KISN, forme son propre club pour tirer profit de ce phénomène. Louie Louie atteint le top des classements en 1963.

## Membres

### Membres actuels
- Mike Mitchell - chant (depuis 1959)
- Dick Peterson - batterie (depuis 1963)
- Steve Peterson - claviers (depuis 1988)
- Todd McPherson - basse (depuis 1992)
- Dennis Mitchell - guitare (depuis 2006)

### Anciens membres
- Lynn Easton – chant, batterie (1959-1967)
- Jack Ely – chant, guitare (1959-1963)
- Bob Nordby - basse (1959-1963)
- Don Gallucci - claviers (1962-1963)
- Gary Abbott - batterie (1963)
- Norm Sundholm - basse (1963-1967)
- Barry Curtis - claviers (1963-2005)
- Kerry Magness - basse (1966-1967) (décédé en 2004)
- J.C. Reick – claviers, chant (1966-1967)
- Turley Richards – chant, guitare
- Pete Borg - basse (1967)
- Jeff Beals - basse (1967-1968)
- Steve Friedson - claviers (1967-1973)
- Yank Barry - chant (1968-1969)
- Fred Dennis - basse (1972-1984)
- Andy Parypa - basse (1982-1984)
- Kim Nicklaus - claviers (1982-1984)
- Marc Willett - basse (1984-1992)